# Гвідо да Сієна
Гвідо да Сієна (італ.*Guido da Siena, 1230 —†1290) — італійський художник, один із засновників Сієнської школи.

## Життєпис
Щодних відомостей щодо місця народження гвідо да Сієни немає. Дата народження — 1230 рік — є доволі приблизною. також дослідники виявили, що Гвідо прибув до сієни приблизно у 1260 році. З цього моменту до самої смерті у 1290 року працював у Сієні, виконуючи замовлення переважно церков та монастирів.

## Творчість
Навколо його фігури вже багато десятиліть не вщухають дискусії. Єдиний твір, на якому є його підпис, це «Маеста» (тобто урочиста Мадонна з немовлям на троні) з церкви Сан Доменіко (нині в Палаццо Пуббліко, Сієна), проте навіть навколо цієї картини багато років точаться суперечки. Справа в тому, що крім підпису «Guido de Senis» на ній стоїть дата — 1221 рік, проте лики Мадонни і немовляти написані в манері другої половини XIII століття, близькою Чімабуе. Думки фахівців розділилися. Одні вважали, що це дійсно робота 1221, проте лики були переписані в XIV столітті Уголіно ді Неріо. Інші вважали, що хтось навмисне записав колишню справжню дату, однак рентгенівське дослідження цієї точки зору не підтвердило. Треті припускають, що ця ікона була переписана з більш давнього зразка з метою його заміни (в удосконаленому вигляді), з нього, нібито, були перенесені і цифри. Так чи інакше, але цей велетенський твір, розміром 2,83 х 1,94 метра став тією точкою відліку, з якої фахівці почали намагатися відтворити творчість Гвідо да Сієна.
Стиль художника поєднав у собі традиції візантійського живопису. Водночас він вдосконалив застосування світлотіней. Його фарби більш яскравіші та м'якіші кольори.